# Верхеги, Картер
Ка́ртер Верхе́ги (англ. Carter Verhaeghe; род. 14 августа 1995, Уотердаун) — канадский хоккеист, нападающий клуба «Флорида Пантерз». Трехкратный обладатель Кубка Стэнли (2020, 2024, 2025).

## Карьера

### Клубная
На драфте НХЛ 2013 года был выбран в 3-м раунде под общим 82-м номером клубом «Торонто Мейпл Лифс». 10 апреля 2014 года он подписал с командой трёхлетний контракт новичка и был отправлен в фарм-клуб команды «Торонто Марлис». Отыграв за «Марлис» два матча, он вернулся в «Ниагару АйсДогз», где по итогам сезона 2014/15 заработал 82 очка (33+49), повторив достижение предыдущего сезона за «АйсДогз».
18 сентября 2015 года был обменян в «Нью-Йорк Айлендерс». В течение двух сезонов играл за фарм-клубы «островитян» «Бриджпорт Саунд Тайгерс» и «Миссури Маверикс». 1 июля 2017 года был обменян в «Тампу-Бэй Лайтнинг». Он присоединился к фарм-клубу «Лайтнинг» «Сиракьюз Кранч», где в сезоне 2018/19 он стал лучшим бомбардиром команды с 34 голами и рекордсменом по набранным очкам, заработав 82 очка.
5 июля 2019 года подписал контракт с «Тампой-Бэй» сроком на один год. Дебютировал в НХЛ 3 октября 2019 года в матче с «Флоридой Пантерз», который закончился победой «Лайтнинг» со счётом 5:2. 7 декабря в матче с «Сан-Хосе Шаркс» забросил свою первую шайбу в НХЛ и отдав две голевые передачи, заработал 3 очка за матч, который завершился крупной победой «Лайтнинг» со счётом 7:1. 7 января 2020 года в матче с «Ванкувер Кэнакс» он оформил свой первый хет-трик в НХЛ; матч завершился крупной победой «Лайтнинг» со счётом 9:2. По итогам сезона «Тампа-Бэй Лайтнинг» выиграла второй Кубок Стэнли в своей истории, обыграв в финальной серии «Даллас Старз» со счётом 4-2.
В качестве свободного агента 9 октября 2020 года подписал двухлетний контракт с «Флоридой Пантерз». По ходу нового сезона он добился прогресса, улучшив свою результативность, заработав 36 очков (18+18).
31 июля 2021 года подписал с «пантерами» новый трёхлетний контракт. В шестом матче серии плей-офф с «Вашингтон Кэпиталз» он забросил победную шайбу в овертайме; матч закончился со счётом 4:3 и впервые с 1996 года «Флорида» сумела выиграть первый раунд плей-офф Кубка Стэнли.
1 апреля 2023 года в мачте с «Коламбус Блю Джекетс» впервые в карьере забросил 4 шайбы за матч, а «Пантерз» выиграли со счётом 7:0.
В регулярном сезоне 2023/24 набрал 72 очка (34+38) в 76 матчах. В серии первого раунда плей-офф против «Тампы-Бэй» набрал 9 очков (5+4) в 5 матчах. 24 июня 2024 года стал обладателем Кубка Стэнли в составе «Флориды Пантерз». Всего в 24 матчах плей-офф Верхеги набрал 21 очко (11+10). В седьмом матче финальной серии против «Эдмонтона» Верхеги забросил первую шайбу, а затем ассистировал Сэму Райнхарту, забросившему победную шайбу (2:1). Верхеги стал вторым снайпером плей-офф, больше забросил только Зак Хайман из «Эдмонтона» (16).
8 октября 2024 года продлил контракт с «Флорида Пантерс» сроком на 8 лет с зарплатой 7 млн долларов за сезон.

### Международная
В составе юниорской сборной Канады играл на ЮЧМ-2013, на котором канадцы завоевали золотые медали. На турнире Верхеги заработал 4 очка за результативные передачи.

## Достижения
| Год  | Команда            | Достижение                 | Достижение |
| ---- | ------------------ | -------------------------- | ---------- |
| 2020 | Тампа Бэй Лайтнинг | Обладатель Кубка Стэнли    |            |
| 2024 | Флорида Пантерз    | Обладатель Кубка Стэнли(2) |            |
| 2025 | Флорида Пантерз    | Обладатель Кубка Стэнли(3) |            |

## Статистика
| Легенда | Легенда                    | Легенда | Легенда                   | Легенда | Легенда    |
| ------- | -------------------------- | ------- | ------------------------- | ------- | ---------- |
| И       | Количество проведённых игр | Штр     | Штрафное время            | +/−     | Плюс-минус |
| Г       | Голы                       | П       | Голевые передачи          | О       | Очки       |
| -       | Статистика неизвестна      | —       | Статистика не учитывалась |         |            |